# Mavor Moore
Mavor Moore (né le 8 mars 1919 à Toronto et décédé le 18 décembre 2006 à Victoria), est un acteur, scénariste et producteur canadien.

## Biographie
Il est le fils de l'actrice et femme de théâtre, Dora Mavor Moore.

## Filmographie

### comme Acteur
- 1975 : The Insurance Man from Ingersoll (TV) : Fulford
- 1977 : The Fighting Men (TV) : Colonel Munro
- 1979 : Cité en feu (City on Fire) : John O'Brien
- 1979 : Fish Hawk : Joke Bryan
- 1980 : The Phoenix Team (série TV) : The General
- 1981 : Freddy the Freeloader's Christmas Dinner (TV) : Mr. Witherspoon
- 1981 : A Choice of Two
- 1981 : Scanners : Trevellyan
- 1981 : Accroche-toi, j'arrive (Dirty Tricks) : Mr. Underhill
- 1981 : Métal hurlant (Heavy Metal) : Elder (voix)
- 1981 : Threshold : Ethics Committee Chairman
- 1983 : Hot Money : Bartholomew
- 1983 : The Awful Fate of Melpomenus Jones (voix)
- 1985 : Shellgame (TV) : McAnthony
- 1986 : Spot Marks the X (TV) : Saul Frobel
- 1987 : Sworn to Silence (TV) : Judge Bingham
- 1987 : Malone, un tueur en enfer (Malone) : Hausmann
- 1991 : And the Sea Will Tell (TV) : Judge King
- 1992 : Mortal Sins (TV) : Archbishop
- 1995 : Face au silence (A Family Divided) (TV) : Vernon
- 1995 : L'Affaire Angel Harwell (Shadow of a Doubt) (TV) : Max Webster

### comme Scénariste
- 2001 : Getting In

## Traductions
- 1967 : Yesterday the Children were Dancing, traduction en anglais de Hier, les enfants dansaient de Gratien Gélinas[2]